# コロンゼー島

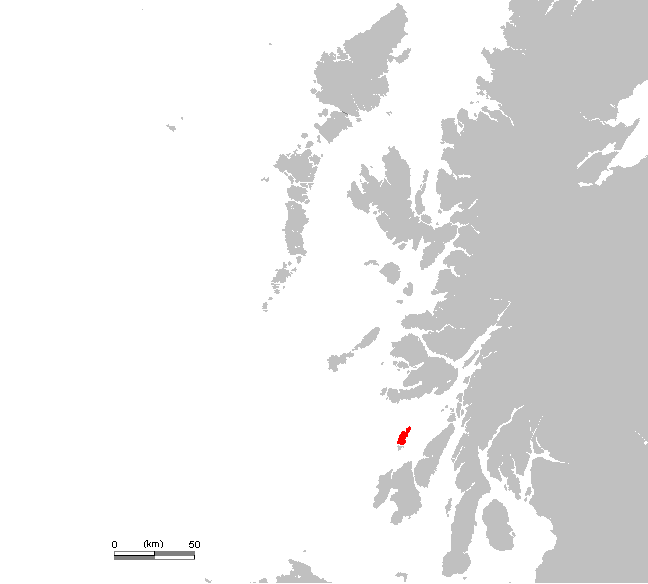
コロンゼー島の位置

コロンゼー島 （Colonsay、スコットランド・ゲール語:Colbhasa、古ノルド語:Colonsey）は、スコットランド、インナー・ヘブリディーズ諸島の島。行政上はアーガイル・アンド・ビュートに属する。人口は108人（2001年）。かつては氏族（クラン）のマクフィー家の所有地であった。コロンゼーとは、『コロンバの島』を意味する。
観光業に取り組んでおり、島内には美しい白い砂浜、手つかずの自然が残る。休暇用別荘が数多く整備されており、アイル・オブ・コロンゼー・エステートが運営している（エステートを所有しているのは、ストラスコナ・アンド・マウント・ロイヤル男爵家である）。